# Fòbia
Una fòbia (derivat de Fobos, en grec antic Φόϐος, «pànic», fill d'Ares i Afrodita en la mitologia grega, la personificació de la por) 
és una paüra intensa i específica a objectes i situacions concretes, com ara als espais oberts (agorafòbia) o als llocs tancats (claustrofòbia). Quan la persona s'enfronta a aquest objecte o situació experimenta ansietat intensa de forma immediata. La persona tendeix a evitar la situació fòbica, encara que reconeix que la paüra és excessiva o irracional. La timidesa pot ser una fòbia si s'acompanya d'ansietat en la interacció amb els altres, per exemple si pensa que és observat. Un estudi als Estats Units pel National Institute of Mental Health (NIMH) va trobar que entre el 8,7 % i el 18,1 % dels estatunidencs pateixen de fòbies.
Es diu fòbia específica només si la fòbia interfereix significativament en la vida quotidiana de l'individu.

## Etimologia
Prové del grec antic fobos (Φόϐος) que significa pànic, terror, por. Aquest concepte prové del Déu grec Fobos que personificava de la por i el terror. Fill d'Ares i d'Afrodita.

## Causes
Si bé existeix certa predisposició genètica a patir una fòbia, en la majoria dels casos les fòbies solen ser produïdes per un esdeveniment traumàtic normalment durant la infància o adolescència.
D'altra banda, també pot ser degut a un comportament après, habitualment per imitació de la reacció de por per part d'un dels pares.

## Tractament
Alguns terapeutes utilitzen la realitat virtual per a desensibilitzar a pacients davant els seus temors. Altres formes de psicoteràpia que poden ser de benefici per als fòbics són la teràpia graduada d'exposició i la teràpia del comportament cognoscitiu (TCC). En alguns casos, també poden ser d'ajuda els medicaments antiansietat. La majoria dels fòbics entenen que estan patint una por irracional, però es veuen impotents per a eliminar la seva reacció inicial de pànic.
L'exposició graduada i el TCC treballen amb la meta de desensibilitzar la víctima, i de canviar els patrons del pensament que estan contribuint al seu pànic. El tractament de la desensibilitzación gradual i el CBT són sovint extremadament encertats, sempre que el fòbic estigui disposat a aguantar un cert nivell de malestar i a fer un esforç continu sobre un període llarg de temps. Els practicants de neuro-lingüística (PNL) afirmen tenir un procediment que pot ser utilitzat per a alleujar la majoria de les fòbies específiques en una sola sessió terapèutica, encara que això encara no s'ha verificat científicament.

## Diferents fòbies ordenades alfabèticament
| Índex A B C D E F G H I J K L M N O P Q R S T U V W X Y Z |

### A
Acarofòbia: Por als insectes, cucs o objectes petits.
Acerofòbia: Por de les coses àcides
Acluofòbia: Por de la foscor
Acustifòbia: Por del soroll
Acrofòbia: Por de les altures
Aerofòbia: Por dels corrents d'aire
Aeronausifòbia: Por dels refredats
Agorafòbia: Por dels espais oberts o dels llocs públics com els mercats. També, por a les multituds (Enetofòbia)
Agrafòbia: Por de les agressions sexuals
Agrizoofòbia: Por dels animals salvatges
Agirofòbia: Por dels carrers o de travessar el carrer
Aicmofòbia: Por de les agulles o dels objectes punxeguts
Albuminurofòbia: Por del mal de ronyó
Alectorofòbia: Por dels pollastres
Algofòbia: Por de la dolor
Aliumfòbia: Por de l'ull
Alodoxafòbia: Por de les opinions
Altofòbia: Por de les altures
Amatofòbia: Por de la pols
Amaxofòbia: Por de conduir amb cotxe
Ambulofòbia: Por de caminar
Amnesifòbia: Por de restar amnèsic
Amicofòbia: Por de les esgarrapades
Anablefòbia: Por de les investigacions
Ancrafòbia o anemofòbia: Por del vent
Androfòbia: Por dels homes
Anemofòbia: Por del vent o dels corrents d'aire
Anginofòbia: Por d'agafar angines
Anglofòbia: Por del que es relaciona amb Anglaterra, l'anglès o la seva cultura
Angrofòbia: Por de l'antipatia
Anquilofòbia: Por de ser enguixat
Antrofòbia o antofòbia: Por de les flors
Antropofòbia: Por de la gent o de la societat
Antlofòbia: Por de les inundacions
Anuptafòbia: Por de restar sol
Apeirofòbia: Por de l'infinit
Afenfosfòbia: Por de ser tocat (hafefòbia)
Apifòbia: Por de les vespes o de les abelles
Aporofòbia: Por de la pobresa o dels pobres
Apotenmofòbia: Por de les persones amb amputacions
Araquibutirofòbia: Por que s'incrustin les peles dels cacauets, o la mantega d'aquests, al paladar
Aracnofòbia o aracnefòbia: Por de les aranyes
Aritmofòbia: Por dels nombres
Arrhenfòbia: Por dels homes
Arsonfòbia: Por del foc
Atenofòbia: Por d'esvanir-se o a afeblir-se
Asimetrifòbia: Por de les coses asimètriques
Ataxiofòbia: Por de la descoordinació muscular
Ataxofòbia: Por del desordre o de la brutícia
Atelofòbia: Por de la imperfecció
Atefòbia: Por de les ruïnes
Atazagorafòbia: Por de ser oblidat, d'ignorar o d'oblidar
Atomosofòbia: Por de les explosions atòmiques
Atiquifòbia: Por de cometre errors
Aulofòbia: Por de les flautes
Aurofòbia: Por de l'or
Aurorafòbia: Por de les aurores boreals
Autodisomofòbia: Por d'algú que faci mala olor o pudor
Automatonofòbia: Por de les criatures animades, estàtues de cera, coses que representin falsament un ésser vivent
Automisofòbia: Por de ser brut, d'embrutar-se
Autofòbia: Por d'hom mateix o d'estar sol
Aviofòbia o aviatofòbia: Por de volar

### B
Bacilofòbia: Por als microbis
Bacteriofòbia: Por als bacteris
Balistofòbia: Por als míssils o a les bales
Bolsefòbia: Por als bolxevics
Barofòbia: Por a la gravetat
Basofòbia o Basifòbia: Por a caminar o a caure
Batofòbia: Por a la profunditat
Batonofòbia: Por a les plantes
Batracofòbia: Por als amfibis, com les granotes, sargantanes, etc.
Belonefòbia: Por a les agulles (Aicmofòbia)
Bibliofòbia: Por als llibres
Blenofòbia: Por a la viscositat
Bogifòbia: Por a les coses sobrenaturals: follets, fantasmes, monstres, etc.
Bromidrosifòbia o Bromidrofòbia - Por a fer mala olor
Brontofòbia: Por a les tempestes i a la llum
Bufonofòbia: Por als gripaus

### C
Cacofòbia: Por a la lletjor
Cainofòbia o Cainotofòbia: Por a la novetat
Caliguinefòbia: Por a les dones maques
Cancerofòbia o Carcinfòbia: Por al càncer
Cardiofòbia: Por als cors
Carnofòbia: Por a la carn
Catagelofòbia: Por a fer el ridícul
Catapedafòbia: Por a saltar tant de llocs alts com baixos
Catisofòbia: Por a asseure's
Catoptrofòbia: Por als miralls
Caetofòbia: Por al cabell i als éssers peluts
Chamainofòbia: Por a Halloween
Colerofòbia: Por a enfadar-se o a encoleritzar-se
Corofòbia: Por a ballar
Crometofòbia o Crematofòbia: Por als diners
Cromofòbia o Cromatofòbia: Por als colors
Cronofòbia: Por al pas del temps
Cronomentrofòbia: Por als rellotges
Claustrofòbia: Por als espais tancats
Cleitrofòbia o Cleisiofòbia: Por a quedar-se tancat en algun lloc
Cleptofòbia: Por a ser robat o a robar
Climacofòbia: Por a les escales, a pujar-les o a caure per elles
Clinofòbia: Por a anar al llit
Clitrofòbia o Cleinofòbia: Por a ser tancat
Cnidofòbia: Por a les cadenes
Cometofòbia: Por als cementiris
Coitofòbia: Por al sexe
Contreltofòbia: Por al abus sexual
Coprastasofòbia: Por a refredar-se
Courofòbia: Por als pallassos
Counterfòbia: Preferència per una fòbia en situacions espantoses
Cremnofòbia: Por als precipicis
Criofòbia: Por al fred extrem, gel
Cristalofòbia: Por als cristalls i a les ulleres
Ciberfòbia: Por als ordinadors o a treballar amb ordinadors
Ciclofòbia: Por a anar amb bicicleta
Cimofòbia: Por a les onades
Cinofòbia: Por als gossos
Cipridofòbia, Ciprifòbia, Ciprianofòbia o Ciprinofòbia: Por a les prostitutes o a les malalties venèrees
Cainolofòbia: Por a la novetat
Cainofòbia: Por a fallar o a ser vençut
Catagelofòbia: Por al ridícul
Catisolofòbia: Por a sentar-se
Coinonifòbia: Por a les habitacions
Colpofòbia: Por als genitals, particularment els femenins
Copofòbia: Por a fatigar-se
Coniofòbia: Por a la pols (Amatofòbia)
Cosmicofòbia: Por als fenòmens còsmics

### D
Decidofòbia: Por a les decisions
Defecaloesiofòbia: Por al mal de panxa
Deipnofòbia: Por als sopars i a les conversacions en els sopars
Dementofòbia: Por a tornar-se boig
Demonofòbia o Daemonofòbia: Por als dimonis
Demofòbia: Por a les multituds (Agorafòbia)
Dendrofòbia: Por als arbres
Dentofòbia: Por als dentistes
Dermatofòbia: Por a les lesions de la pell
Dermatosiofòbia o Dermatofòbia o Dermatopatofòbia: Por a les malalties de la pell
Dextrofòbia: Por als objectes de la part dreta del cos
Diabetofòbia: Por a la diabetis
Didascaleinofòbia: Por a anar a l'escola
Diquefòbia: Por a la justícia
Dinofòbia: Por al vertigen o als remolins d'aigua
Diplofòbia: Por a la doble visió
Dipsofòbia: Por a la beguda i a beure
Deshabiliofòbia: Por a despullar-se davant d'algú
Domatofòbia o Oicofòbia: Por a les cases o a estar en una casa
Dorafòbia: Por a la pell o pells d'animals
Dromofòbia: Por a creuar el carrer
Disorfofòbia: Por a la deformitat
Distiquifòbia: Por als accidents

### E
Eclesiofòbia: Por a les esglésies
Ecofòbia: Por a l'habitatge
Eicofòbia o Oicofòbia: Por als voltants de l'habitatge
Eisoptofòbia: Por als miralls o a veure's reflectit en un
Electrofòbia: Por a l'electricitat
Elenterofòbia: Por a la llibertat
Elurofòbia: Por als gats
Emetofòbia: Por als vòmits
Enetofòbia: Por a les multituds
Enosiofòbia o Enisofòbia: Por a cometre un pecat capital o a ser criticat
Entomofòbia: Por als insectes
Eosofòbia: Por a l'alba o a la llum del dia
Epistaxiofòbia: Por a la sang del nas
Epistemofòbia: Por al coneixement
Equinofòbia: Por als cavalls
Eremofòbia: Por a ser un mateix o a la solitud
Ereutrofòbia: Por a ruboritzar-se
Ergasiofòbia: Por al treball o al funcionament. També "por a ser operat"
Ergofòbia: Por al treball
Eritrofòbia: Por a ser mirat
Erotofòbia: Por a l'amor sexual o a les preguntes de sexe
Eufòbia - Por a les bones notícies
Eurotofòbia - Por als genitals femenins
Eritrofòbia, Eritofòbia o Ereutofòbia - Por a la llum vermella. També por a ruboritzar-se o al color vermell
Escabiofòbia - Por a las "postillas"
Escatofòbia - Por al material fecal
Esquelerofòbia - Por als homes dolents, als lladres
Esquiofòbia o Esquiafòbia - Por a les ombres
Escolequifòbia - Por als cucs
Escolionofòbia - Por a l'escola
Escopofòbia o Escoptofòbia - Por a ser vist o ser el centre d'atenció
Escotomafòbia - Por a la ceguera
Escotofòbia - Por a la foscor (Acluofòbia)
Escriptofòbia - Por a escriure en públic
Espectrofòbia - Por als espectres o als fantasmes
Espermatofòbia o Espermofòbia - Por als gèrmens
Especsofòbia - Por a les vespes
Estasibasifòbia o Estasifòbia - Por a estar dempeus o de caminar (Ambulofòbia)
Estaurofòbia - Por a les creus o als crucifixos
Estenofòbia - Por a les coses o llocs estrets
Estigiofòbia - Por a l'Infern

### F
Fagofòbia - Por a empassar o a menjar o a ser menjat
Falacrofòbia - Por a quedar-se calb 
Falofòbia - Por a tenir una erecció del penis 
Farmacofòbia - Por a prendre medicines 
Fasmofòbia - Por als fantasmes 
Fengofòbia - Por a plena llum o a la lluentor del Sol 
Filemafòbia o Filematofòbia - Por als petons 
Filofòbia - Por a enamorar-se o a estar enamorat 
Filosofòbia - Por a la filosofia 
Fobofòbia - Por a les fòbies 
Fotoaugliafòbia - Por a les llums enlluernadores 
Fotofòbia - Por a la llum 
Fonofòbia - Por als sorolls o veus o a la veu d'un mateix; o als telèfons 
Fronemofòbia - Por a pensar 
Febrifòbia, Fibrifòbia o Fibriofòbia - Por a la febre 
Felinofòbia - Por als gats 
Francofòbia - Por al relacionat amb França, el francès o la seva cultura (Gal·lofòbia)
Frigofòbia - Por al fred, a les coses fredes

### G
Galeofòbia o Gatofòbia - Por als gats 
Gal·lofòbia o Galiofòbia - Por al relacionat amb França o la seva cultura (Francofòbia)
Gamofòbia - Por al matrimoni 
Geliofòbia - Por al riure 
Geniofòbia - Por a les barbetes
Genofòbia - Por al sexe 
Genufòbia - Por als genolls 
Gefirofòbia, Gefidrofòbia o Gefisrrofòbia - Por a creuar ponts 
Germanofòbia - Por al relacionat amb Alemanya, l'alemany o la seva cultura 
Gerascofòbia - Por a envellir 
Gerontofòbia - Por a les gent vella o a envellir 
Gemnafòbia o Gemnofòbia - Por a degustar 
Glosofòbia - Por a parlar en públic o a intentar parlar 
Gnosiofòbia - Por al coneixement 
Grafofòbia - Por a escriure a mà 
Gimnofòbia - Por a la nuesa 
Ginefòbia o Ginofòbia - Por a les dones

### H
Hadefòbia - Por a l'Infern 
Hagiofòbia - Por als sants i a les coses sagrades 
Hamartofòbia - Por a cometre pecats 
Hefefòbia o Haptefòbia - Por a ser tocat 
Harpaxofòbia - Por a ser robat 
Hedonofòbia - Por al plaure 
Heliofòbia - Por al sol 
Helenofòbia - Por als termes grecs o a la complicada terminologia científica 
Helmintofòbia - Por a ser infectat per cucs 
Hemofòbia - Por a la sang
Heresifòbia o Hereiofòbia - Por als desafiaments o a la doctrina oficial o a la desviació fanàtica 
Herpetofòbia - Por als rèptils, a les coses reptants 
Heterofòbia - Por al sexe oposat (Sexofòbia) 
Hexakosioihexekontahexafòbia - Por al nombre 666
Hierofòbia - Por als cures o a les coses litúrgiques 
Hipofòbia - Por als cavalls 
Hipopotomonstrosesquipedaliofòbia - Por a les paraules llargues 
Hobofòbia - Por als rodamons i captaires 
Hodofòbia - Por als viatges per carretera 
Hormefòbia - Por als xocs 
Homiclofòbia - Por a la boira 
Homilofòbia - Por als sermons 
Hominofòbia - Por als homes 
Homofòbia - Por a l'homosexualitat o a ser homosexual 
Hoplofòbia - Por a les armes de foc 
Hidrargiofòbia - Por a les medicines basades en el mercuri 
Hidrofòbia - Por a l'aigua
Hielofòbia o Hialofòbia - Por als cristalls o els vidres.
Higrofòbia - Por als líquids, a la humitat 
Hilefòbia - Por al materialisme o a sofrir atacs epilèptics 
Hilofòbia - Por als boscos 
Hipengiofòbia o Hipegiafòbia - Por a la responsabilitat 
Hipnofòbia - Por d'adormir-se o de quedar hipnotitzat 
Hipsifòbia - Por a les altures

### I
Iatrofòbia - Por a acudir al metge 
Ictiofòbia - Por al peix 
Ideofòbia - Por a les idees 
Ilingofòbia - Por al vertigen 
Iofòbia - Por a ser enverinat
Insectofòbia - Por als insectes 
Islamofòbia - Por o aversió a l'Islam o als musulmans 
Isolofòbia - Por a estar sol 
Isopterofòbia - Por als tèrmits o als insectes que mengen fusta 
Itifalofòbia - Por de mirar, de pensar o de tenir una erecció del penis

### J
Japanofòbia - Por a allò relacionat amb el Japó, la seva llengua o la seva cultura
Judeofòbia - Por al relacionat amb els jueus

### L
Lacanofòbia - Por als vegetals 
Latrofòbia - Por als metges 
Lepidopterofobia - Por de les papallones
Leprofòbia o Leprafòbia - Por a la lepra 
Laliofòbia o Lalofòbia - Por a parlar 
Leucofòbia - Por al color blanc 
Levofòbia - Por a les coses de la part esquerra del cos 
Liguirofòbia - Por als sorolls forts 
Lilapsofòbia - Por als tornados i huracans 
Limnofòbia - Por als llacs 
Linonofòbia - Por a ser atacat 
Liticafòbia - Por a les denúncies 
Loquiofòbia - Por al naixement dels nens 
Logisomecanofòbia - Por als ordinadors 
Logofòbia - Por a les paraules 
Luifòbia - Por a la sífilis 
Lutrafòbia - Por a les llúdrigues
Ligofòbia - Por a la foscor 
Lisofòbia - Por a tornar-se boig

### M
Macrofòbia - Por a les llargues esperes 
Megeirocofòbia - Por a cuinar 
Maieusiofòbia - Por al naixement dels nens 
Malaxofòbia - Por al joc amorós (Sarmasofòbia) 
Maniafòbia - Por a tornar-se boig 
Mastigofòbia - Por al càstig 
Mecanofòbia - Por a les màquines 
Medomalacufòbia - Por a perdre una erecció peneana 
Medortofòbia - Por a tenir una erecció peneana 
Megalofòbia - Por a les coses grans 
Melisofòbia - Por a les abelles 
Melanofòbia - Por a les pells negres 
Melofòbia - Por o aversió cap a la música 
Meningitofòbia - Por a les malalties del cervell 
Menofòbia - Por a la menstruació 
Merintofòbia - Por a ser obligat o lligat 
Metalofòbia - Por al metall 
Metatesiofòbia - Por als canvis 
Meteorofòbia - Por als meteorits 
Metifòbia - Por a l'alcohol 
Metrofòbia - Por o aversió cap a la poesia 
Microbiofòbia - Por als microbis (Bacilofòbia) 
Microfòbia - Por a les coses petites 
Misofòbia - Por a la parasitació de la pell 
Mnemofòbia - Por als records 
Molismofòbia o Molisomofòbia - Por a la brutícia o a la contaminació 
Monofòbia - Por a la solitud o a estar tot sol 
Monopatofòbia - Por a les malalties cròniques 
Motorfòbia - Por als automòbils 
Motefòbia - Por a les arnes
Musofòbia o Murofòbia - Por als ratolins 
Micofòbia - Por o aversió cap als bolets i fongs 
Mictofòbia - Por a la foscor 
Mirmecofòbia - Por a les formigues 
Mitofòbia - Por als mites o històries i afirmacions falses 
Mixofòbia - Por a la viscositat (Blenofòbia)

### N
Nebulafòbia - Por a la boira (Homiclofòbia) 
Necrofòbia - Por a la mort o a les coses mortes 
Negrofòbia - Por als negres 
Nelofòbia - Por al cristall 
Neofarmafòbia - Por a les noves drogues 
Neofòbia - Por a les novetats o les coses noves
Nefofòbia - Por als núvols 
Nictofòbia - Por de la foscor o de la nit (escotofòbia, quenofòbia)
Nictohilofòbia - Por d'estar en el camp a les fosques, o en un bosc a la nit 
Nomatofòbia - Por als noms 
Nosocomefòbia - Por als hospitals 
Nosofòbia o Nosemafòbia - Por a emmalaltir 
Nostofòbia - Por a tornar a casa 
Novercafòbia - Por a la madrastra 
Nucleomitufòbia - Por a les armes nuclears 
Nudofòbia - Por a la nuesa 
Numerofòbia - Por als nombres

### O
Obesofòbia - Por a engreixar-se (Pocrescofòbia) 
Oclofòbia - Por de les multituds i gentades 
Ocofòbia - Por als vehicles 
Octofòbia - Por a la figura 8 
Odontofòbia - Por a les dents o de la cirurgia dental 
Odinofòbia o Odinefòbia - Por al dolor (Algofòbia) 
Oenofòbia - Por als vins 
Oicofòbia - Por als voltants de la llar 
Olfactofòbia - Por a les olors 
Ombrofòbia - Por a la pluja o a ser mullat
Omfalofòbia: Por dels llombrígols o melics
Ommetafòbia o Ommatofòbia: Por als ulls 
Oneirofòbia o Onirofòbia: Por als somnis 
Oneirogmofòbia o Onirogmofòbia: Por als somnis humits 
Onomatofòbia: Por a escoltar certa paraula o nom
Ofidiofòbia: Por a les serps 
Oftalmofòbia: Por a ser el centre d'atenció 
Optofòbia: Por a obrir els ulls 
Ornitofòbia: Por als ocells 
Ortofòbia: Por a la propietat 
Osmofòbia o Osfresiofòbia - Por a les olors o pudors 
Ostraconofòbia: Por al marisc 
Ouranofòbia: Por al firmament

### P
Pagofòbia - Por al gel o gebre 
Pantofòbia - Por a sofrir una malaltia 
Panofòbia o Pantofòbia - Por a tot 
Papafòbia - Por al Papa 
Papirofòbia - Por al paper 
Paralipofòbia - Por a abandonar el deure o la responsabilitat 
Parafòbia - Por a la perversió sexual 
Parasitofòbia - Por als paràsits 
Parascavedecatriafòbia - Por al Divendres 13 
Partenofòbia - Por a les verges o a les noies joves 
Patofòbia - Por a les malalties 
Patroiofòbia - Por a l'herència 
Parturifòbia - Por al naixement dels nens 
Pecatofòbia - Por a pecar 
Pediculofòbia - Por a demanar 
Pediofòbia - Por als canells 
Pedofòbia - Por als nens 
Peladofòbia - Por a la gent calba 
Pelagrofòbia - Por a la pel·lagra
Peniafòbia - Por a la pobresa 
Ptiriofòbia - Por a demanar (Pediculofòbia) 
Ptisiofòbia - Por a la tuberculosi
Placofòbia - Por a les làpides 
Plutofòbia - Por a la riquesa 
Pluviofòbia - Por a la pluja o a ser mullat 
Pneumatifòbia - Por als esperits 
Pnigofòbia o Pnigerofòbia - Por a ofegar-se o a ser asfixiat 
Pocrescofòbia - Por a engreixar (Obesofòbia) 
Pogonofòbia - Por a les barbes 
Poliosofòbia - Por a contreure la poliomielitis 
Politicofòbia - Por als polítics 
Polifòbia - Por a moltes coses 
Poinefòbia - Por al càstig 
Ponofobia - Por al dolor 
Potamofobia - Por als rius o a l'aigua corrent 
Potofòbia - Por a l'alcohol 
Proctofòbia - Por al recte 
Prosofòbia - Por al progrés 
Pselismofòbia - Por a quequejar 
Psicofòbia - Por a la ment 
Psicrofòbia - Por al fred 
Pteromeranofòbia - Por a volar 
Pteronofòbia - Por que et facin pessigolles amb plomes 
Pupafòbia - Por als ninots 
Pirexiofòbia - Por a la febre 
Pirofòbia - Por al foc

### Q
Quimiofòbia - Por a la química

### R
Radiofòbia - Por a la radiació, als raigs X 
Ranidafòbia - Por als gripaus 
Rectofòbia - Por al recte i als dolors rectals 
Rabdofòbia - Por a ser severament castigat o copejat amb una vara, o a ser fortament criticat; També, por a la màgia 
Ripofòbia - Por a defecar 
Ritifòbia - Por que apareguin arrugues 
Rupofòbia - Por a la brutícia 
Rusofòbia - Por al relacionat amb Rússia, la seva llengua o la seva cultura

### S
Sarmasofòbia - Por al joc amorós (Malaxofòbia) 
Satanofòbia - Por a Satan 
Selafòbia - Por als raigs de llum 
Selenofòbia - Por a la lluna 
Seplofòbia - Por a la matèria en decadència 
Sesquipeladofòbia - Por a les paraules llargues 
Sexofòbia - Por al sexe oposat (Heterofòbia)
Siderodromofòbia - Por als trens, a les vies del tren o a viatjar amb tren 
Siderofòbia - Por a les estavelles 
Sinistrofòbia - Por a agafar coses amb la mà esquerra 
Sinofòbia - Por al relacionat amb la Xina, la seva llengua o la seva cultura
Sitofòbia o Sitiofòbia - Por al menjar o a menjar (Cibofòbia) 
Soquerafòbia - Por als familiars 
Socialfòbia - Por a ser jutjat negativament en situacions socials 
Sociofòbia - Por a la societat o a la gent en general 
Somnifòbia - Por a dormir 
Sofofòbia - Por a aprendre 
Soteriofòbia - Por a dependre dels altres 
Surifòbia - Por als ratolins 
Simbolofòbia - Por al simbolisme 
Simetrofòbia - Por a la simetria 
Singenesfòbia - Por als familiars 
Sifilofòbia - Por a la sífilis

### T
Tacofòbia - Por a la velocitat 
Tafofòbia - Por a ser enterrat viu
Tapinofòbia - Por a ser contagiós 
Taurofòbia - Por als braus
Tecnofòbia - Por a la tecnologia 
Teleofòbia - Por als plans definitius. També, por a les cerimònies religioses 
Telefonofòbia - Por als telèfons 
Teratofòbia - Por a estar a cura d'un nen deformat o por als monstres o a les persones lletges
Testofòbia - Por a fer proves 
Tetanofòbia - Por al tètanus 
Teutofòbia - Por a allò relacionat amb Alemanya, la seva llengua o la seva cultura
Textofòbia - Por a determinades teles 
Tassofòbia - Por a asseure's 
Talassofòbia - Por al mar 
Tanatofòbia - Por a la mort o a morir 
Teatrofòbia - Por als teatres 
Teniofòbia - Por a les erugues 
Teologicofòbia - Por a la teologia 
Teofòbia - Por als déus o a la religió 
Termofòbia - Por a la calor 
Tetrafòbia - Por al nombre quatre
Tocofòbia - Por a quedar prenyada o al naixement dels nens 
Tomofòbia - Por a les operacions quirúrgiques 
Tonitrofòbia - Por a les tempestes 
Topofòbia - Por a determinats llocs o situacions 
Toxifòbia o Toxofòbia o Toxicofòbia - Por al verí o a ser enverinat accidentalment 
Traumatofòbia - Por a les ferides 
Tremofòbia - Por als tremolors 
Triquinofòbia - Por a la triquinosi 
Tricopatofòbia o Tricofòbia o Hipertricofòbia - Por al cabell (Caetofòbia) 
Triscaidecafòbia - Por al nombre 13 
Tropofòbia - Por al moviment o a fer canvis 
Tripanofòbia - Por a les injeccions 
Tuberculofòbia - Por a la tuberculosi 
Tiranofòbia - Por als tirans

### U
Uranofòbia - Por al firmament
Urofòbia - Por a l'orina o a orinar

### V
Vaquinofòbia - Por a vacunar-se 
Venustrafòbia - Por a les dones belles 
Verbofòbia - Por a les paraules 
Verminofòbia - Por als gèrmens 
Vestifòbia - Por a vestir-se 
Virginitifòbia - Por a la violació 
Vitricofòbia - Por al que representa la figura paterna 
Vicafòbia - Por a les bruixotes i a la bruixeria 

### X
Xantofòbia - Por al color groc o a la paraula groc
Xenofòbia - Por als estranys o als estrangers 
Xerofòbia - Por a la sequedat 
Xilofòbia - Por als objectes de fusta. També, por als boscos

### Z
Zelofòbia - Por a l'enveja
Zemifòbia - Por als talps
Zoofòbia - Por als animals